# Luca Barbieri (historietista)
Luca Barbieri (Génova, Italia, 20 de mayo de 1976) es un escritor y guionista de cómic italiano.

## Biografía
Nacido en Génova y crecido en La Spezia desde la edad de nueve años, ha publicado varios libros, novelas y ensayos. Para Meridiano Zero es el editor de la colección West, dedicada a novelas ambientadas en el Viejo Oeste.
Como historietista, ha escrito algunas aventuras del wéstern Tex para Sergio Bonelli Editore. Para la misma casa, es el editor de la historieta fantástica Dragonero.

## Obras
- Amore negato: società multietnica e mutilazioni genitali femminili, Turín, Ananke Edizioni, 2005, ISBN 88-7325-105-6.
- Five fingers, Piombino, Il Foglio Editore, 2008, ISBN 978-88-7606-143-1.
  - Five fingers, Bolonia, Meridiano Zero, 2015, ISBN 978-88-8237-359-7.
- Storia dei pistoleri, Bologna, Odoya, 2010, ISBN 978-88-6288-070-1.
- Storia dei licantropi, Bologna, Odoya, 2011, ISBN 978-88-6288-124-1.
- (con Gianluca Ferrari), Guida ai supereroi Marvel, Bologna, Odoya, 2014.
  - Guida ai supereroi Marvel, Volume 1 (A-H), ISBN 978-88-6288-230-9.
  - Guida ai supereroi Marvel, Volume 2 (I-Z), ISBN 978-88-6288-231-6.
- (con Graziano Frediani y Luca Boschi), Storia del West - La realtà e la leggenda nel capolavoro a fumetti di Gino D'Antonio, Milán, Sergio Bonelli Editore, 2017, ISBN 978-88-6961-193-3
- Gli Indomabili del Selvaggio West, Bolonia, Odoya, 2018, ISBN 978-88-6288-332-0.